# Bill English
Simon William "Bill" English (sinh 30 tháng 12 năm 1961) là một chính trị gia New Zealand, Thủ tướng New Zealand và lãnh đạo của Đảng dân tộc, nhậm chức vào ngày 12 tháng 12 năm 2016. Ông đã từng là Phó Thủ tướng giai đoạn 2008-2016.
Làm nghề nông dân và công chức trước khi vào chính trị, English được bầu vào quốc hội năm 1990 với tư cách là ứng cử viên của Đảng dân tộc trong khu vực bầu cử Wallace. Ông chuyển sang nội các năm 1996 và năm 1999 đã được bổ nhiệm chức Bộ trưởng Bộ Tài chính, mặc dù ông đã phục vụ cho ít hơn một năm do đảng của ông thất bại trong cuộc tổng tuyển cử năm 1999. Vào tháng 10 năm 2001, English thay thế Jenny Shipley là người lãnh đạo của Đảng dân tộc (và do đó là lãnh đạo của phe đối lập). Đảng này đã thua trong cuộc tổng tuyển cử năm 2002, và vào tháng 10 năm 2003, ông đã được thay thế chức lãnh đạo của Don Brash. Trong tháng 11 năm 2006, sau khi Don Brash từ chức, English đã trở phó cho John Key.
Sau khi chiến thắng của Đảng dân tộc tại cuộc tổng tuyển cử năm 2008, English đã trở thành Phó Thủ tướng Chính phủ và cũng đã được bổ nhiệm Bộ trưởng Bộ Tài chính để một lần thứ hai. Ông trở thành một dân biểu theo danh sách sau khi thôi làm ứng cử viên theo đơn vị bầu cử tại cuộc tổng tuyển cử năm 2014. Trong tháng 12 năm 2016, John Key tuyên bố ý định từ chức thủ tướng. Ông xác nhận Enhlish là người thay thế mình, và English thắng cuộc bầu cử lãnh đạo kết quả không mấy khó khăn.

## Tiểu sử
English là con thứ hai trong gia đình 12 con của Mervyn và Norah English. Cha mẹ của ông sở hữu Rosedale, một trang trại trồng trọt và chăn nuôi cừu hỗn hợp ở Dipton, Southland. Cậu sinh ra tại thị trấn gần Lumsden.
Ông theo học trường St Thomas ở Winton, sau đó theo học Trường Cao đẳng St. Patrick ở Upper Hutt, nơi cậu là head boy. Anh đã chơi trong đội bóng bầu dục XV đầu tiên của trường. Anh đã đi vào nghiên cứu thương mại tại Đại học Otago, nơi ông là một cư dân tại Selwyn College, và sau đó hoàn thành một bằng danh dự trong văn học Anh tại Đại học Victoria của Wellington.
Sau khi hoàn thành nghiên cứu của mình, English đã trở lại Dipton và nuôi trong một vài năm. Từ năm 1987 đến 1989, ông làm việc tại Wellington với công việc nhà phân tích chính sách đối với Kho bạc New Zealand, tại một thời điểm khi các chính sách thị trường tự do ủng hộ của Bộ trưởng Tài chính lao động của Roger Douglas (được gọi chung là "Rogernomics") đã được thực hiện.